# Belgique aux Jeux olympiques

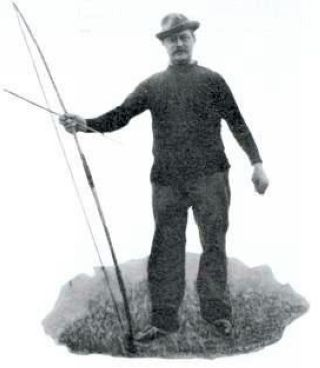
Hubert Van Innis, sportif belge le plus médaillé.

Mise à part la première olympiade à Athènes et la troisième à Saint-Louis, la Belgique a participé à toutes les éditions des Jeux olympiques d'été. Pour ce qui est des éditions d'hiver, la Belgique a également raté deux olympiades en 1960 à Squaw Valley et en 1968 à Grenoble.
Le record de podiums et de titres de la Belgique aux Jeux date de ceux d'Anvers en 1920 avec trente-six médailles et quatorze titres. Aux Jeux d'hiver, la Belgique n'a jamais été très performante. Elle n'a, en effet, remporté que deux médailles d'or : la première remportée par Micheline Lannoy et Pierre Baugniet en patinage artistique aux Jeux de Saint-Moritz en 1948 et la seconde par Bart Swings en patinage de vitesse aux Jeux de Pékin en 2022.
Le record de titres aux Jeux olympiques est détenu par l'archer Hubert Van Innis avec six médailles d'or et trois d'argent. Hormis Van Innis, la Belgique possède également d'autres champions olympiques en tir à l'arc tel que Edmond Van Moer et Edmond Cloetens qui remportèrent trois médailles d'or chacun. Nous pouvons également citer l'escrimeur Paul Anspach qui remporta 5 médailles au total (deux d'or, deux d'argent et une de bronze). Pour ce qui est des résultats féminins aux Jeux d'été, il faudra attendre les jeux de Los Angeles de 1984 pour avoir un premier podium olympique avec les médailles de bronze de Ann Haesebrouck en aviron et de Ingrid Lempereur en natation. La première championne olympique est Ulla Werbrouck en Judo aux Jeux d'Atlanta de 1996. Enfin le record de titres féminin aux Jeux est détenue par Nafissatou Thiam avec trois médailles d'or en heptathlon remportées aux Jeux de Rio en 2016, de Tokyo en 2021 et de Paris en 2024.
En sport collectif, le plat pays s'est illustré dans deux disciplines : le football et le hockey sur gazon. Les Diables rouges ont effectivement réussi à décrocher le titre olympique en football en 1920 tandis que les Red Lions terminèrent champions olympiques en hockey sur gazon en 2020. Toutefois, c'est l'équipe de water-polo masculine qui est la plus médaillée avec quatre médailles d'argent et deux de bronze.

## Bilan général

### Total des médailles
Après les JO de 2024, la Belgique totalise 173 médailles (48 médailles d'or, 57 médailles d'argent et 68 médailles de bronze) en 50 participations aux Jeux olympiques (28 fois aux jeux d'été et 22 fois aux jeux d'hiver).

### Classement des nations
Toutes éditions des Jeux olympiques confondues, la Belgique se classe 29e dans le classement des médailles olympiques par nation derrière la Tchécoslovaquie et devant le Brésil.

### Les records

#### Généralités
La Belgique a remporté le plus grand nombre de médailles de son histoire aux Jeux olympiques de 1920 à Anvers avec 36 médailles dont 14 médailles d'or. Elle a obtenu lors de cette olympiade la cinquième place des nations. Aux Jeux d'hiver, la meilleure performance de l'histoire olympique belge reste les Jeux olympiques de 1948 à Saint-Moritz avec 2 médailles dont 1 médaille d'or.

#### Jeux olympiques d'été
La meilleure performance d'après-guerre de la Belgique est restée pendant longtemps les Jeux de Londres de 1948 où la délégation belge avait réussi à rafler 7 médailles (2 médailles d'or, 2 médailles d'argent, 3 médailles de bronze). Cette performance est battue aux Jeux de Tokyo de 2020 (7 médailles dont 3 d’or, 1 d’argent et 3 de bronze)  avant d’être largement dépassée aux Jeux de Paris de 2024 avec 10 médailles (3 d’or, 1 d’argent, 6 de bronze).

#### Jeux olympiques d'hiver
Mise à part Saint-Moritz, la Belgique n'arriva pas à décrocher plus de deux médailles aux Jeux olympiques d'hiver. Cette olympiade voit, en effet, Micheline Lannoy et Pierre Baugniet décrocher l'or en Patinage artistique ainsi que l'argent décroché par Max Houben, Freddy Mansveld, Louis-Georges Niels et Jacques Mouvet en Bobsleigh à quatre. Au total, la plat pays remporta 8 médailles dont 2 médailles d'or, 2 médailles d'argent, 4 médailles de bronze. La seconde médaille d'argent et, donc la seconde plus grosse performance belge, a eu lieu aux Jeux de Pyeongchang en 2018 où Bart Swings parvient à ramener une médaille en Patinage de vitesse. En plus de l'argent, cette médaille est remportée vingt ans après celle de Bart Veldkamp aux Jeux de Nagano également en Patinage de vitesse. Cette médaille de Veldkamp avait également mis fin à une période de disette de cinquante ans. La Belgique n'avait, en effet, plus gagné la moindre médaille depuis les Jeux de 1948. Aux jeux de Pekin 2022, Bart Swings remporte la première médaille d'or depuis 1948. La même année, Hanne Desmet gagne une médaille de bronze en short track.

### Résultats par année

#### Total Jeux olympiques
|            |    |    |    | T   |
| ---------- | -- | -- | -- | --- |
| JO d'été   | 46 | 55 | 64 | 165 |
| JO d'hiver | 2  | 2  | 4  | 8   |
| Total      | 48 | 57 | 68 | 173 |

### Par année

#### Jeux olympiques d'été

##### - Tableau
| Jeux                | Athlètes |                 |                 |                 | Total           | Rang            |              |
| ------------------- | -------- | --------------- | --------------- | --------------- | --------------- | --------------- | ------------ |
| 1896 Athènes        |          | Non participant | Non participant | Non participant | Non participant | Non participant |              |
| 1900 Paris          | 58       | 5               | 5               | 5               | 15              | 6e              |              |
| 1904 Saint-Louis    |          | Non participant | Non participant | Non participant | Non participant | Non participant |              |
| 1908 Londres        | 88       | 1               | 5               | 2               | 8               | 10e             |              |
| 1912 Stockholm      | 36       | 2               | 1               | 3               | 6               | 13e             |              |
| 1920 Anvers         | 330      | 14              | 11              | 11              | 36              | 5e              |              |
| 1924 Paris          | 172      | 3               | 7               | 3               | 13              | 10e             |              |
| 1928 Amsterdam      | 187      | 0               | 1               | 2               | 3               | 29e             |              |
| 1932 Los Angeles    | 36       | 0               | 0               | 0               | 0               | -               |              |
| 1936 Berlin         | 150      | 0               | 0               | 2               | 2               | 29e             |              |
| 1948 Londres        | 152      | 2               | 2               | 3               | 7               | 15e             |              |
| 1952 Helsinki       | 135      | 2               | 2               | 0               | 4               | 14e             |              |
| 1956 Melbourne      | 54       | 0               | 2               | 0               | 2               | 28e             |              |
| 1960 Rome           | 101      | 0               | 2               | 2               | 4               | 26e             |              |
| 1964 Tokyo          | 61       | 2               | 0               | 1               | 3               | 20e             |              |
| 1968 Mexico         | 82       | 0               | 1               | 1               | 2               | 36e             |              |
| 1972 Munich         | 88       | 0               | 2               | 0               | 2               | 29e             |              |
| 1976 Montréal       | 101      | 0               | 3               | 3               | 6               | 28e             |              |
| 1980 Moscou         | 59       | 1               | 0               | 0               | 1               | 23e             |              |
| 1984 Los Angeles    | 63       | 1               | 1               | 2               | 4               | 21e             |              |
| 1988 Séoul          | 59       | 0               | 0               | 2               | 2               | 44e             |              |
| 1992 Barcelone      | 68       | 0               | 1               | 2               | 3               | 44e             |              |
| 1996 Atlanta        | 61       | 2               | 2               | 2               | 6               | 31e             |              |
| 2000 Sydney         | 68       | 0               | 2               | 3               | 5               | 55e             |              |
| 2004 Athènes        | 51       | 1               | 0               | 2               | 3               | 51e             |              |
| 2008 Pékin          | 96       | 2               | 0               | 0               | 2               | 46e             |              |
| 2012 Londres        | 115      | 0               | 1               | 2               | 3               | 60e             |              |
| 2016 Rio de Janeiro | 109      | 2               | 2               | 2               | 6               | 35e             |              |
| 2020 Tokyo          | 121      | 3               | 1               | 3               | 7               | 28e             |              |
| 2024 Paris          | 165      | 3               | 1               | 6               | 10              | 25e             |              |
| 2028 Los Angeles    |          | Jeux à venir    | Jeux à venir    | Jeux à venir    | Jeux à venir    | Jeux à venir    | Jeux à venir |
| 2032 Brisbane       |          | Jeux à venir    | Jeux à venir    | Jeux à venir    | Jeux à venir    | Jeux à venir    | Jeux à venir |
| Total               | 2865     | 46              | 55              | 64              | 165             |                 |              |

##### Graphiques médailles
Évolution du nombre de médailles d'or, d'argent et de bronze aux JO d'été de 1896 à 2020
Pour des raisons techniques, il est temporairement impossible d'afficher le graphique qui aurait dû être présenté ici.

Évolution du nombre de médailles aux JO d'été de 1896 à 2020
Pour des raisons techniques, il est temporairement impossible d'afficher le graphique qui aurait dû être présenté ici.

###### -- Graphique rang
Évolution du rang aux JO d'été de 1896 à 2020
Pour des raisons techniques, il est temporairement impossible d'afficher le graphique qui aurait dû être présenté ici.

#### Jeux olympiques d'hiver

##### - Tableau
| Jeux                        |              |                 |                 | Total           | Rang            |                 |
| --------------------------- | ------------ | --------------- | --------------- | --------------- | --------------- | --------------- |
| 1924 Chamonix               | 0            | 0               | 1               | 1               | 10e             |                 |
| 1928 Saint-Moritz           | 0            | 0               | 1               | 1               | 8e              |                 |
| 1932 Lake Placid            | 0            | 0               | 0               | -               | -               |                 |
| 1936 Garmisch-Partenkirchen | 0            | 0               | 0               | -               | -               |                 |
| 1948 Saint-Moritz           | 1            | 1               | 0               | 2               | 9e              |                 |
| 1952 Oslo                   | 0            | 0               | 0               | -               | -               |                 |
| 1956 Cortina d'Ampezzo      | 0            | 0               | 0               | -               | -               |                 |
| 1960 Squaw Valley           |              | Non participant | Non participant | Non participant | Non participant | Non participant |
| 1964 Innsbruck              | 0            | 0               | 0               | -               | -               |                 |
| 1968 Grenoble               |              | Non participant | Non participant | Non participant | Non participant | Non participant |
| 1972 Sapporo                | 0            | 0               | 0               | -               | -               |                 |
| 1976 Innsbruck              | 0            | 0               | 0               | -               | -               |                 |
| 1980 Lake Placid            | 0            | 0               | 0               | -               | -               |                 |
| 1984 Sarajevo               | 0            | 0               | 0               | -               | -               |                 |
| 1988 Calgary                | 0            | 0               | 0               | -               | -               |                 |
| 1992 Albertville            | 0            | 0               | 0               | -               | -               |                 |
| 1994 Lillehammer            | 0            | 0               | 0               | -               | -               |                 |
| 1998 Nagano                 | 0            | 0               | 1               | 1               | 22e             |                 |
| 2002 Salt Lake City         | 0            | 0               | 0               | -               | -               |                 |
| 2006 Turin                  | 0            | 0               | 0               | -               | -               |                 |
| 2010 Vancouver              | 0            | 0               | 0               | -               | -               |                 |
| 2014 Sotchi                 | 0            | 0               | 0               | -               | -               |                 |
| 2018 Pyeongchang            | 0            | 1               | 0               | 1               | 25e             |                 |
| 2022 Pékin                  | 1            | 0               | 1               | 2               | 21e             |                 |
| 2026 Milan-Cortina          | Jeux à venir | Jeux à venir    | Jeux à venir    | Jeux à venir    | Jeux à venir    | Jeux à venir    |
| Total                       | 2            | 2               | 4               | 8               |                 |                 |

##### - Graphiques

###### -- Graphiques médailles
Évolution du nombre de médailles d'or, d'argent et de bronze aux JO d'hiver de 1924 à 2022
Pour des raisons techniques, il est temporairement impossible d'afficher le graphique qui aurait dû être présenté ici.

Évolution du nombre de médailles aux JO d'hiver de 1924 à 2022
Pour des raisons techniques, il est temporairement impossible d'afficher le graphique qui aurait dû être présenté ici.

###### -- Graphique rang
Évolution du rang aux JO d'hiver de 1924 à 2018
Pour des raisons techniques, il est temporairement impossible d'afficher le graphique qui aurait dû être présenté ici.

### Résultats par sport

#### Jeux olympiques d'été
Aux Jeux olympiques d'été, de 1896 et 2020, le Tir à l'arc est le sport qui a rapporté le plus de récompenses aux sportifs belges (21 médailles dont 11 en or, 7 en argent et 3 en bronze). Il faut toutefois rappeler que la dernière médaille en Tir à l'arc pour la Belgique remonte aux Jeux Olympiques de 1920 à Anvers. Olympiade où la délégation belge remporta 14 de ces 21 médailles dans cette discipline. 
A noter que le sport le plus médaillé n'est pas le tir à l'arc mais le Cyclisme. La Belgique compte en effet 28 médailles dont 7 en or.

##### - Récapitulatif 1896-2024
| Place | Sport | Sport                 | 1896-2024 | 1896-2024 | 1896-2024 | 1896-2024 | Rang pays |
| Place | Sport | Sport                 | T         |           |           |           | Rang pays |
| 1     |       | Tir à l'arc           | 11        | 7         | 3         | 21        | 3e        |
| 2     |       | Cyclisme              | 9         | 9         | 15        | 33        | 9e        |
| 3     |       | Athlétisme            | 7         | 6         | 4         | 17        | 29e       |
| 4     |       | Équitation            | 4         | 2         | 7         | 13        | 12e       |
| 5     |       | Escrime               | 3         | 3         | 4         | 10        | 14e       |
| 6     |       | Voile                 | 2         | 4         | 3         | 9         | 17e       |
| 7     |       | Judo                  | 2         | 1         | 10        | 13        | 18e       |
| 8     |       | Tir                   | 1         | 4         | 3         | 8         | 30e       |
| 9     |       | Haltérophilie         | 1         | 2         | 1         | 4         | 34e       |
| 10    |       | Natation              | 1         | 1         | 2         | 4         | 31e       |
| 10    |       | Boxe                  | 1         | 1         | 2         | 4         | 37e       |
| 12    |       | Gymnastique           | 1         | 1         | 1         | 3         | 31e       |
| 12    |       | Hockey sur gazon      | 1         | 1         | 1         | 3         | 10e       |
| 14    |       | Tennis                | 1         | 0         | 1         | 2         | 13e       |
| 14    |       | Football              | 1         | 0         | 1         | 2         | 20e       |
| 16    |       | Aviron                | 0         | 6         | 2         | 8         | 33e       |
| 17    |       | Water-polo            | 0         | 4         | 2         | 6         | 13e       |
| 18    |       | Lutte                 | 0         | 3         | 0         | 3         | 45e       |
| 19    |       | Tir à la corde        | 0         | 0         | 1         | 1         | 7e        |
| 19    |       | Taekwondo             | 0         | 0         | 1         | 1         | 39e       |
| Total | Total | Total                 | 43        | 54        | 58        | 155       | 25e       |
| 1     |       | Sports non collectifs | 44        | 50        | 60        | 154       |           |
| 2     |       | Sports collectifs SCO | 2         | 5         | 4         | 11        |           |
| Place | Sport | Sport                 | 1896-2024 | 1896-2024 | 1896-2024 | 1896-2024 | Rang pays |
| Place | Sport | Sport                 | T         |           |           |           | Rang pays |

#### Jeux olympiques d'hiver
Aux Jeux olympiques d'hiver, la Belgique a obtenu sa première médaille d'or aux Jeux de Saint-Moritz de 1948 en Patinage artistique grâce à Micheline Lannoy et Pierre Baugniet. Discipline dans laquelle, la Belgique avait également été médaillé en bronze grâce à Robert Van Zeebroeck. 
La seconde médaille d'or a été remporté par Bart Swings en Patinage de vitesse aux Jeux de Pékin de 2022. Bart Swings qui est le seul athlète doublement médaillé aux Jeux d'hiver avec une médaille d'argent en 2018. 
A noter que, sans pour autant remporter l'or, le plat pays est également doublement médaillé en Bobsleigh avec une médaille en argent et une en bronze.

##### - Récapitulatif 1924-2022
| Place | Sport | Sport                                | 1924-2020 | 1924-2020 | 1924-2020 | 1924-2020 | Rang pays |
| Place | Sport | Sport                                | T         |           |           |           | Rang pays |
| 1     |       | Patinage de vitesse                  | 1         | 1         | 1         | 3         | 19e       |
| 2     |       | Patinage artistique                  | 1         | 0         | 1         | 2         | 21e       |
| 3     |       | Bobsleigh                            | 0         | 1         | 1         | 2         | 11e       |
| 4     |       | Patinage de vitesse sur piste courte | 0         | 0         | 1         | 1         | 12e       |
|       | Total | Total                                | 2         | 2         | 4         | 8         |           |
| Sport | Sport | 1924-2020                            | 1924-2020 | 1924-2020 | 1924-2020 | Rang pays |           |
| Sport | Sport |                                      | T         |           |           | Rang pays |           |

## Porte-drapeau belges
| Jeux             | Porte-drapeau                     | Sport                             |
| ---------------- | --------------------------------- | --------------------------------- |
| Athènes 1896     | Pas de défilé                     | Pas de défilé                     |
| Paris 1900       | Pas de défilé                     | Pas de défilé                     |
| Saint-Louis 1904 | Pas de défilé                     | Pas de défilé                     |
| Londres 1908     |                                   |                                   |
| Stockholm 1912   |                                   |                                   |
| Anvers 1920      | Victor Boin                       | Escrime                           |
| Paris 1924       |                                   |                                   |
| Amsterdam 1928   |                                   |                                   |
| Los Angeles 1932 |                                   |                                   |
| Berlin 1936      | Édouard Écuyer de le Court (en)   | Pentathlon                        |
| Londres 1948     | Charles Vyt (en)                  | Pentathlon                        |
| Helsinki 1952    | Charles Debeur                    | Escrime                           |
| Melbourne 1956   | André Nelis                       | Voile                             |
| Rome 1960        | André Nelis                       | Voile                             |
| Tokyo 1964       | Gaston Roelants                   | Athlétisme                        |
| Mexico 1968      | Gaston Roelants                   | Athlétisme                        |
| Munich 1972      | Gaston Roelants                   | Athlétisme                        |
| Montréal 1976    | Gaston Roelants                   | Athlétisme                        |
| Moscou 1980      | Défilé sous la bannière olympique | Défilé sous la bannière olympique |
| Los Angeles 1984 | Edgar Henri Cuepper               | Équitation                        |
| Séoul 1988       | Dirk Crois                        | Aviron                            |
| Barcelone 1992   | Frans Peeters                     | Tir aux clays                     |
| Atlanta 1996     | Jean-Michel Saive                 | Tennis de table                   |
| Sydney 2000      | Ulla Werbrouck                    | Judo                              |
| Athènes 2004     | Jean-Michel Saive                 | Tennis de table                   |
| Pékin 2008       | Sébastien Godefroid               | Voile                             |
| Londres 2012     | Tia Hellebaut                     | Athlétisme                        |
| Rio 2016         | Olivia Borlée                     | Athlétisme                        |
| Tokyo 2020       | Nafissatou Thiam                  | Athlétisme                        |
| Tokyo 2020       | Félix Denayer                     | Hockey sur gazon                  |

| Jeux                        | Porte-drapeau           | Sport               |
| --------------------------- | ----------------------- | ------------------- |
| Chamonix 1924               |                         |                     |
| Saint-Moritz 1928           |                         |                     |
| Lake Placid 1932            |                         |                     |
| Garmisch-Partenkirchen 1936 | Eric de Spoelberch (en) | Bobsleigh           |
| Saint-Moritz 1948           | Max Houben              | Bobsleigh           |
| Oslo 1952                   |                         |                     |
| Cortina d'Ampezzo 1956      |                         |                     |
| Squaw Valley 1960           | Non participant         | Non participant     |
| Innsbruck 1964              |                         |                     |
| Grenoble 1968               | Non participant         | Non participant     |
| Sapporo 1972                | Robert Blanchaer (en)   | Ski                 |
| Innsbruck 1976              | Robert Blanchaer        | Ski                 |
| Lake Placid 1980            | Henri Mollin            | Ski                 |
| Sarajevo 1984               | Henri Mollin            | Ski                 |
| Calgary 1988                | Katrien Pauwels (en)    | Patinage artistique |
| Albertville 1992            | Geert Blanchart         | Patinage de vitesse |
| Lillehammer 1994            | Bea Pintens             | Patinage de vitesse |
| Nagano 1998                 | Conrad Alleblas         | Patinage de vitesse |
| Salt Lake City 2002         | Simon Van Vossel        | Patinage de vitesse |
| Turin 2006                  | Kevin Van Der Perren    | Patinage artistique |
| Vancouver 2010              | Kevin Van Der Perren    | Patinage artistique |
| Sotchi 2014                 | Hanna Mariën            | Bobsleigh           |
| Pyeongchang 2018            | Seppe Smits             | Snowboard           |
| Pékin 2022                  | Loena Hendrickx         | Patinage artistique |
| Pékin 2022                  | Armand Marchant         | Ski                 |